# Hanna Seidel (Fotografin)
Hanna Seidel (* 3. August 1925; † 9. September 2005 in Köln) war eine deutsche Amateurfotografin, die vor allem Aufnahmen aus Übersee hinterließ. Die zeitweilig in Köln tätige Lehrerin bereiste seit den 1950er Jahren bis in die 1980er Jahre verschiedene Kontinente und setzte in dieser Zeit „mit ihrem einzigartigen Stil viele Motive in Szene“.

## Leben
Hanna Seidel kam 1948 aus der Kriegsgefangenschaft in Russland nach Westdeutschland und hatte sich seitdem „[...] vorgenommen, noch etwas von der Welt zu sehen.“ Nach ihrer zweiten Lehrerprüfung meldete sie sich für den Auslandsschuldienst und unterrichtete anschließend an einer Privatschule und von 1957 bis 1963 an der Reuter-Schule in Buenos Aires. Während ihrer Ferien unternahm sie ausgedehnte Studienreisen durch den südamerikanischen Kontinent und fertigte dabei Dokumentaraufnahmen über die bereisten Länder, ihre Menschen und Gebräuche „[…] von bezaubernder Schönheit und stolzer Erhabenheit, gesehen mit den Augen einer europäischen Frau.“ Anschließend war Seidel Konrektorin an der evangelischen Volksschule Peter-Gries-Straße in Köln-Flittard.
Zum zehnjährigen Jubiläum der Lufthansa wurde die Wanderausstellung ab dem 1. April 1965 mit Werken Seidels unter dem Titel „Vom Rio Grande bis Kap Horn“, nach den Stationen in Köln und Bonn, auch im Haus der Commerzbank in Stuttgart gezeigt. Zu der Ausstellung erschien ein erläuternder Katalog. Die von der Commerzbank und der Lufthansa initiierte Ausstellung wurde ab dem 12. Juli 1965 auch in einer Bankfiliale in Nürnberg präsentiert. Dabei wurden die von Seidel gefertigten „typischen“ Aufnahmen in den Vitrinen durch Leihgaben beispielsweise des Völkerkundlichen Museums in Frankfurt am Main sowie durch verschiedene Diplomaten ergänzt, um so die Mischung indianischer, spanischer und portugiesischer Kultureinflüsse in Südamerika zu dokumentieren.
Über die von Seidel in Südamerika gefertigten rund 3000 Farbdias und 1000 Schwarz-Weiß-Bilder urteilten die Kölnischen Nachrichten 1965: Die Fotografin fertigte „[keinesfalls] Schnappschüsse für das Familienalbum, [… sondern] wußte ihre Kamera zu handhaben, egal ob es sich um Landschaftsaufnahmen, architektonische oder kunsthistorische Schätze oder die Menschen Südamerikas handelte“, und gab im – begrenzten – Rahmen der Möglichkeiten einer Fotoausstellung dennoch „einen abgerundeten Querschnitt durch den Subkontinent“.
Unter den von Hanna Seidel auf ihren Reisen gefertigten Aufnahmen finden sich darüber hinaus Fotografien aus der ehemaligen UdSSR, Japan und den USA.
Ihrem langjährigen Freund Ralf Rochel hinterließ sie ihren gesamten fotografischen Nachlass. Dieser wurde 2013 von Frank Golomb erworben und wird seitdem digitalisiert.
Hanna Seidel lebte zuletzt in einem Altersheim in Bergisch Gladbach.